# حزب سوسیال دموکرات (ژاپن)
حزب سوسیال دمکرات ژاپن SDPJ, SDP (به ژاپنی: 社会民主党 Shakai Minshu-tō) یا (به ژاپنی: 社民党 Shamin-tō) حزب رقیب و مخالف دولت در ژاپن است. رهبری این حزب در سال ۲۰۱۴ میلادی با خانم میزوهو فوکوشیما بوده‌است.